# Puchar Polski (województwo lubuskie) w piłce nożnej mężczyzn (2022/2023)
Puchar Polski LZPN 2022/2023 – 23. sezon Pucharu Polski w województwie lubuskim.
Finał zorganizowany został na Stadionie Ośrodka Sportu i Rekreacji w Lubsku 8 czerwca 2023 roku. Pierwotnie finał miał się odbyć na stadionie OSiR w Gorzowie Wielkopolskim, ale ze względu na pochodzenie finalistów z południa województwa, LZPN zadecydował się przyznać organizację finału stadionowi w Lubsku.
Zwycięzca Pucharu Polski LZPN 2022/2023, Carina Gubin, zakwalifikował się do I rundy Pucharu Polski PZPN 2023/2024.

## 1/8 finału
| 29 marca 2023 | Syrena Zbąszynek                                                            | 4:0 | Celuloza Kostrzyn nad Odrą |  |
| 16:30 CEST    | ?' Piotr Bimek · ?' Patryk Rogoziński · ?' Oskar Kluj · ?' Azimov Bakhruman |     |                            |  |

| 29 marca 2023 | Pogoń Świebodzin | 0:5   | Warta Gorzów Wielkopolski                                                              |  |
| 16:30 CEST    |                  | (0:3) | 5', 80' Jakub Duda · 22' Dominik Siwiński · 33' Bartłomiej Gajda · 65' Marcel Kasprzak |  |

| 29 marca 2023 | Czarni Żagań                                     | 4:0   | Polonia Słubice |  |
| 16:30 CEST    | 3', 58', 66' Błażej Strugaru · 69' Mikołaj Irski | (1:0) |                 |  |

| 29 marca 2023 | Budowlani Murzynowo                                           | 3:0   | Błękitni Ołobok |  |
| 16:30 CEST    | 30' Jakub Śliwiński · 50' Eryk Sulimenko · 79' Wiktor Szustow | (1:0) |                 |  |

| 29 marca 2023 | Odra Nietków | 0:2 (pd.) | KS Stilon Gorzów Wielkopolski                     |  |
| 16:30 CEST    |              | (0:0)     | 102' Filip Wiśniewski · 120' Cyprian Poniedziałek |  |

| 29 marca 2023 | Korona Kożuchów  | 1:4   | Carina Gubin                                                                  |  |
| 16:30 CEST    | 53' Jerzy Biczyk | (0:2) | 6' Denis Matuszewski · 45' Mateusz Walczak · 62' João Passoni · 81' Jakub Ryś |  |

| 29 marca 2023 | Stal Jasień | 0:3 | Warta II Gorzów Wielkopolski                    |  |
| 16:30 CEST    |             |     | ?', ?' Szymon Zdzichowski · ?' Krystian Rybicki |  |

| 29 marca 2023 | Dozamet Nowa Sól                     | 2:5   | Odra Bytom Odrzański                                                              |  |
| 16:30 CEST    | 4' Dariusz Nazar · 24' Konrad Gabiga | (2:2) | 18', 43', 89' Kacper Koppenhagen · 72' Damian Piotrowski · 80' Bartosz Dziubański |  |

## 1/4 finału
| 26 kwietnia 2023 | Warta II Gorzów Wielkopolski | 0:3   | Carina Gubin                   |  |
| 16:00 CEST       |                              | (0:0) | 51', 60', 64' Kacper Laskowski |  |

| 26 kwietnia 2023 | Syrena Zbąszynek | 1:10  | KS Stilon Gorzów Wielkopolski |  |
| 17:00 CEST       | 62' Oskar Kluj   | (0:3) | 9' Wojciech Kurlapski · 24' Łukasz Kopeć · 27', 72' Olaf Nowak · 52' Cyprian Poniedziałek · 57' Konrad Przybylski · 69', 90' Michał Fernezy · 74' Nikodem Matuszewski · 84' Mateusz Kaczor |  |

| 26 kwietnia 2023 | Budowlani Murzynowo | 1:5   | Czarni Żagań                                                                      |  |
| 17:00 CEST       | 87' Eryk Sulimenko  | (0:2) | 16' (sam.) Sebastian Żagiel · 39', 49' Błażej Strugaru · 70', 80' Michał Kuleczka |  |

| 26 kwietnia 2023 | Odra Bytom Odrzański                 | 2:3 (pd.) | Warta Gorzów Wielkopolski                  |  |
| 17:00 CEST       | 19' Dawid Cieśla · 66' Bartosz Skiba | (1:1)     | 45' Dawid Ufir · 78', 100' Marcel Kasprzak |  |

## 1/2 finału
| 17 maja 2023 | Carina Gubin         | 1:0 (pd.) | Warta Gorzów Wielkopolski |  |
| 17:30 CEST   | 93' Kacper Laskowski | (0:0)     |                           |  |

| 17 maja 2023 | Czarni Żagań             | 2:1   | KS Stilon Gorzów Wielkopolski |  |
| 17:30 CEST   | 35', 88' Błażej Strugaru | (1:1) | 17' Mateusz Kaczor            |  |

## Finał
| 8 czerwca 2023 | Czarni Żagań | 0:5   | Carina Gubin                                                                                                 |                      |
| 17:00 CEST     |              | (0:1) | 24' Przemysław Haraszkiewicz, 57' Kacper Laskowski, 64' Jakub Ryś, 74' Dominik Więcek, 78' Denis Matuszewski | Stadion OSiR, Lubsko |